# Kecskemét-Máriaváros megállóhely
Kecskemét-Máriaváros megállóhely egy Bács-Kiskun vármegyei vasúti megállóhely Kecskemét településen, a MÁV üzemeltetésében. Korábban sokáig vasútállomásnak számított.
A létesítmény igen jó helyen, a Belváros közelében, a forgalmas Izsáki út (52-es főút) kereszteződéséhez közel fekszik. Közvetlen környezetében forgalmas sportlétesítmények, iskolák, üzletközpontok és lakónegyedek is találhatók.
A vasútállomás Kecskemét nyugati peremterületén épült fel. Közvetlen környezetében a nagy kiterjedésű Rudolf-laktanya terült el, ennek közelében az évek alatt több kisebb ipari létesítmény is megtelepedett, ezekhez a vasútállomás iparvágányokkal csatlakozott. Innen végezték a Tatár sori és Korhánközi ipartelepek, illetve az állomás melletti ún. Borforgalmi telep raktárvágányának kiszolgálását. A rendszerváltás idején még öt vágány volt az állomáson.
A rendszerváltozás után a vasútállomás környezete szinte teljesen átalakult. A katonai területhasználat és az ipari tevékenység teljesen megszűnt, a környéket egyre inkább a kereskedelem, a sport és lakófunkció dominálta. 1993 után az állomás negyedik és ötödik vágányát felbontották. Ekkorra az állomás teherforgalma teljesen megszűnt, ám jó elhelyezkedésének köszönhetően utasforgalmi jelentőségét a fejlesztések teljes elmaradása ellenére is sokáig megőrizte. 2018-ban a MÁV az állomásépület tetőszerkezetét kicseréltette. 2020-ban létesült az állomás első burkolt peronja.

## Vasútvonalak
Az állomást az alábbi vasútvonalak érintik:
- Budapest–Kecskemét-vasútvonal

## Kapcsolódó állomások
A vasútállomáshoz az alábbi állomások vannak a legközelebb:
- Miklóstelep megállóhely (Budapest–Kecskemét-vasútvonal)
- Kecskemét alsó vasútállomás (Budapest–Kecskemét-vasútvonal)

## Megközelítése  tömegközlekedéssel
- Busz:  1, 5, 11, 11A, 15, 19, 22, 350

## Forgalom
| Járat | Útvonal | Gyakoriság                                   |
| ----- | --- | -------------------------------------------- |
| S21   | Budapest-Nyugati – Zugló – Kőbánya alsó – Kőbánya-Kispest – Kispest – Pestszentimre felső – Pestszentimre – Gyál felső – Gyál – Felsőpakony – Ócsa – Inárcs-Kakucs – Dabas – Gyón – Hernád – Örkény – Táborfalva – Felsőlajos – Lajosmizse – Lajosmizse alsó – Klábertelep – Felsőméntelek – Méntelek – Alsóméntelek – Nagynyír – Hetényegyháza – Úrihegy – Miklóstelep – Kecskemét-Máriaváros – Kecskemét alsó – Kecskemét | Hétvégén 3 Budapest felé és 4 Kecskemét felé |
| S210  | (Táborfalva → Felsőlajos →) Lajosmizse – Lajosmizse alsó – Klábertelep – Felsőméntelek – Méntelek – Alsóméntelek – Nagynyír – Hetényegyháza – Úrihegy – Miklóstelep – Kecskemét-Máriaváros – Kecskemét alsó – Kecskemét | Munkanapokon napi 2 pár                      |
| S210  | Hetényegyháza – Úrihegy – Miklóstelep – Kecskemét-Máriaváros – Kecskemét alsó – Kecskemét | Munkanapokon 9 pár                           |